# Teatro San Samuele
El Teatre San Samuele de Venècia va ser un dels teatres més prestigiosos entre els que operaven a la ciutat de la llacuna, un total de set, durant el segle xviii.
Va ser construït el 1656 per encàrrec de la família Grimani i va ser en un principi destinat a la representació de drames, i només durant el segle següent hi va haver amb més freqüència representacions d'òperes i ballets.
En acabar-se el segle xviii el teatre va perdre gran part del seu prestigi. El 1770 la família Grimani va haver de vendre'l, a causa de la crisi econòmica que havia afectat l'aristocràcia veneciana. Va romandre tancat diverses temporades fins que es va reobrir el 1819 com a teatre de barri dedicat sobretot a la prosa. El 26 de desembre de 1819 va tenir lloc l'estrena mundial de Il falegname di Livonia de Donizetti amb Giovanni Battista Verger.
Del nom de l'empresari Giuseppe Camploy el 1853 va prendre el nom de Teatro Camploy. Quan Camploy va morir el 1889, el teatre va ser llegat al municipi de Verona. El municipi de Venècia el va comprar, el va fer enderrocar el 1894 i s'hi va construir una escola.

## Principals estrenes
- Mutio Scevola, opera en 3 actes, música de Francesco Cavalli, llibret de Giovanni Faustini i Nicolò Minato, 26 de gener de 1665.
- L'Artaxerse, dramma per musica en 3 actes, música de Carlo Grossi, llibret de Aurelio Aureli, 28 de desembre de 1668.
- Scipione nelle Spagne, dramma per musica en 3 actes, música de Tomaso Albinoni, llibret de Apostolo Zeno, 25 de maig de 1724.
- Dalisa, opera seria, música de Johann Adolf Hasse, llibret de Domenico Lalli after Nicolò Minato, 17 de maig de 1730.
- Griselda, dramma per musica en 3 actes, música d'Antonio Vivaldi, llibret de Apostolo Zeno after Giovanni Boccaccio, 18 de maig de 1735.
- La contessina, pasticcio, música de Niccolò Jommelli, llibret de Goldoni, 1743.
- La ritornata di Londra, dramma giocoso en 3 actes, música de Domenico Fischietti, llibret de Goldoni, 7 de febrer de 1756.
- Catone in Utica, opera seria en 3 actes, música de Florian Leopold Gassmann, llibret de Metastasio, 29 d'abril de 1761.
- L'idolo cinese, dramma giocoso en 3 actes, música de Giacomo Rust, llibret de Giovanni Battista Lorenzi, 28 de desembre de 1773.
- Le gelosie villane, dramma giocoso en 3 actes, música de Giuseppe Sarti, llibret de Tommaso Grandi, de novembre de 1776.
- Giannina e Bernardone, dramma giocoso en 2 actes, música de Domenico Cimarosa, llibret de Filippo Livigni, tardor de 1781.
- Il servo padrone, opera buffa en 2 actes, música de Niccolò Piccinni, llibret de Caternio Mazzolà, 17 de gener de 1794.
- L'accademia di musica, farsa per a músic en 1 acte, música de Simon Mayr, llibret de Gaetano Rossi basat en F. Albergati Capacelli, 24 de novembre de 1799.
- Le metamorfosi di Pasquale, farsa giocosa per musica en 1 acte, música de Gaspare Spontini, llibret de Giuseppe Maria Foppa, 26 de desembre de 1801.
- Pietro il grande, opera buffa en 2 actes, música de Gaetano Donizetti, llibret de Gherardo Bevilacqua-Aldobrandini, 26 de desembre de 1819.
- Marco Visconti, opera seria en 2 actes, música d'Antonio Pedrocco, llibret de Nicolò Foramiti basat en Tommaso Grossi, 16 d'abril de 1853.